# ویلیام فرالی
ویلیام کلمنت فرالی (انگلیسی: William Clement Frawley؛ ۲۶ فوریهٔ ۱۸۸۷ – ۳ مارس ۱۹۶۶) یک خواننده، و هنرپیشه اهل ایالات متحده آمریکا بود. وی بین سال‌های ۱۹۱۶ تا ۱۹۶۵ میلادی فعالیت می‌کرد.

## فیلم‌شناسی
- عاشقتم لوسی (مجموعه تلویزیونی)
- عاشقتم لوسی (فیلم)
- شکوفه‌هایی در برادوی
- موسیو وردو
- دلفریب
- معجزه در خیابان سی و چهارم
- ماجراهای هاکلبری فین
- مهتاب در هاوانا
- مواظب باش پروفسور
- شیپ کافه